# Antonov Airlines
Antonov Airlines (укр. Авіалінії Антонова, и Antonov Cargo Transporter) — грузовая авиакомпания, базирующаяся на Украине, в аэропорту «Гостомель» под Киевом.

## Общие сведения
Авиакомпания «Авиалинии Антонова» (Antonov Airlines) является структурным подразделением АНТК «Антонов» и начала свою деятельность с момента подписания Постановления Совета Министров СССР от 1 апреля 1989 года № 520-Р. Это была вторая в мире грузовая авиакомпания (после авиакомпании «Полёт»), эксплуатирующая сверхтяжелые грузовые самолёты, и первая в мире, эксплуатирующая Ан-124. Опыт успешной работы авиакомпании создал совершенно новый рынок по авиаперевозке сверхтяжелых грузов и стимулировал появление других авиакомпаний, таких как «Волга-Днепр» и др., эксплуатирующих подобные типы самолётов.
Главной задачей авиакомпании является обеспечение внебюджетного финансирования основной деятельности АНТК «Антонов» по созданию новых типов самолётов и накопление опыта эксплуатации самолётов Ан-124 с целью их дальнейшего совершенствования.
Опыт успешной работы авиакомпании принёс ей заслуженное признание. Решением Кабинета министров Украины от 8 декабря 1997 года № 1365 авиакомпании АНТК присвоено звание «Национального воздушного перевозчика грузовых перевозок». Она первой на Украине получила Сертификат на право перевозки опасных грузов. Кроме того авиакомпания является назначенным перевозчиком Правительства Украины по перевозке грузов военного и специального назначения.
Некоторые грузы, перевезённые самолётами авиакомпании:
- гидротурбины весом 88 тонн из Харькова в Ташкент, для Таш-Кумырской ГЭС;
- электрогенератор фирмы Siemens весом 135,2 тонны из Дюссельдорфа, Германия в Дели, Индия (данный факт зафиксирован в книге рекордов Гиннесса);
- локомотив весом 102 тонны из Лондона в Дублин (эта перевозка зафиксирована на карманном календаре авиакомпании)[1].

### Программа SALIS
В связи с дефицитом транспортной авиации европейские страны НАТО сочли возможным привлечь тяжёлую транспортную авиацию бывшего СССР для перевозок в интересах своих вооружённых сил. Программа получила название SALIS (англ. Strategic Airlift Interim Solution). Предполагалось что она станет временной до решения европейскими партнерами НАТО проблем с тяжёлой транспортной авиацией. В 2003 году в Стамбуле был подписан протокол о намерениях. Проведённый по этой программе в 2004 году тендер выиграла компания Ruslan SALIS GmbH — совместное предприятие авиакомпаний «Волга-Днепр» и «Antonov Airlines». В 2006 году подписан первый контракт.
В связи с событиями на Украине 2014 года авиакомпания Антонов отказалась участвовать в совместном с Россией проекте. В декабре 2016 года, при заключении очередного контракта в рамках SALIS, он был разделён на два отдельных контракта, один для старого партнёра «Ruslan SALIS GmbH», второй для вновь созданного представителя Авиалиний Антонова «Antonov SALIS GmbH». 60 % законтрактованного лётного времени отдано «Ruslan SALIS GmbH», 40 % отдано «Antonov SALIS GmbH».

## Флот

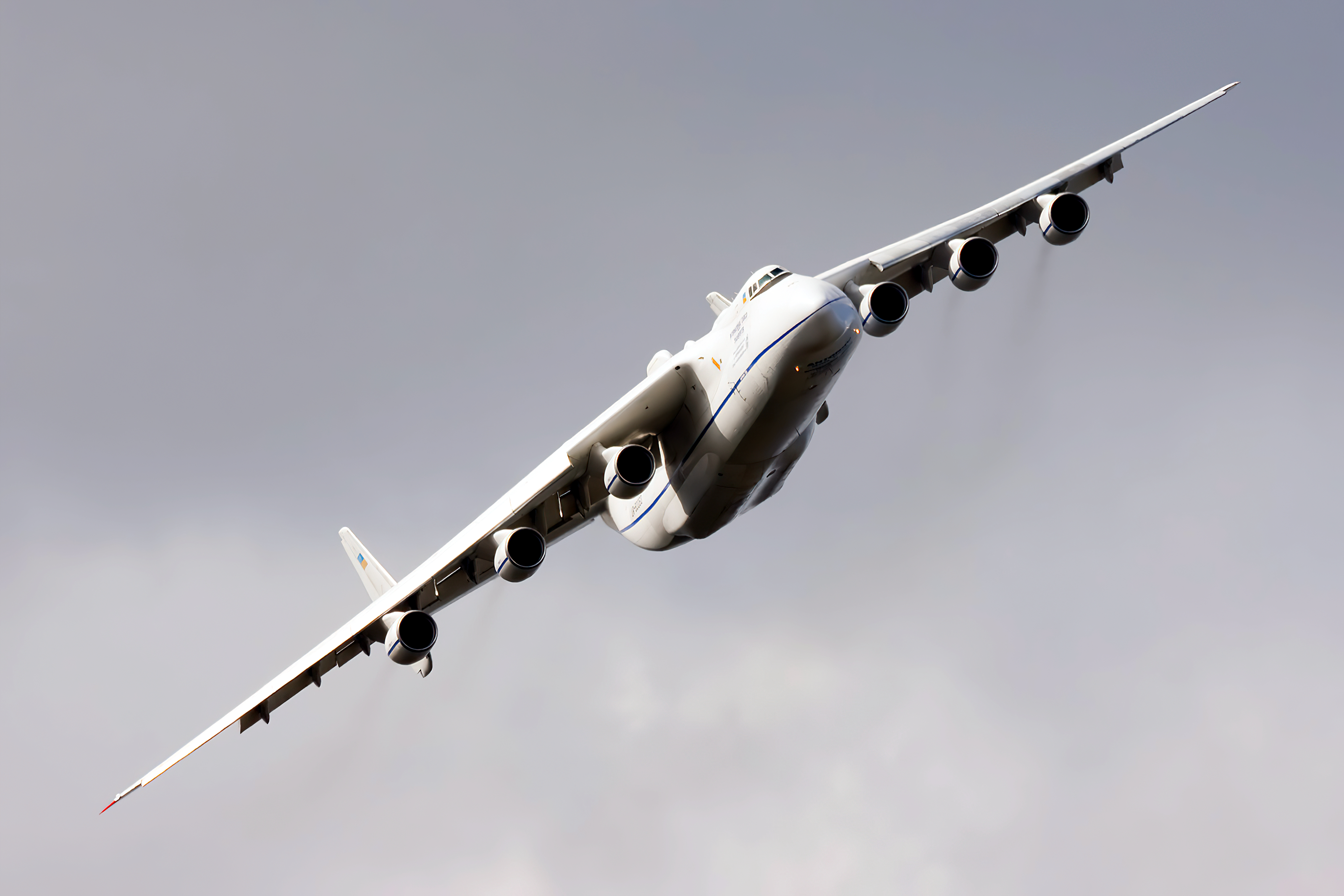
Ан-225 в аэропорту Гостомель, Украина (уничтожен)

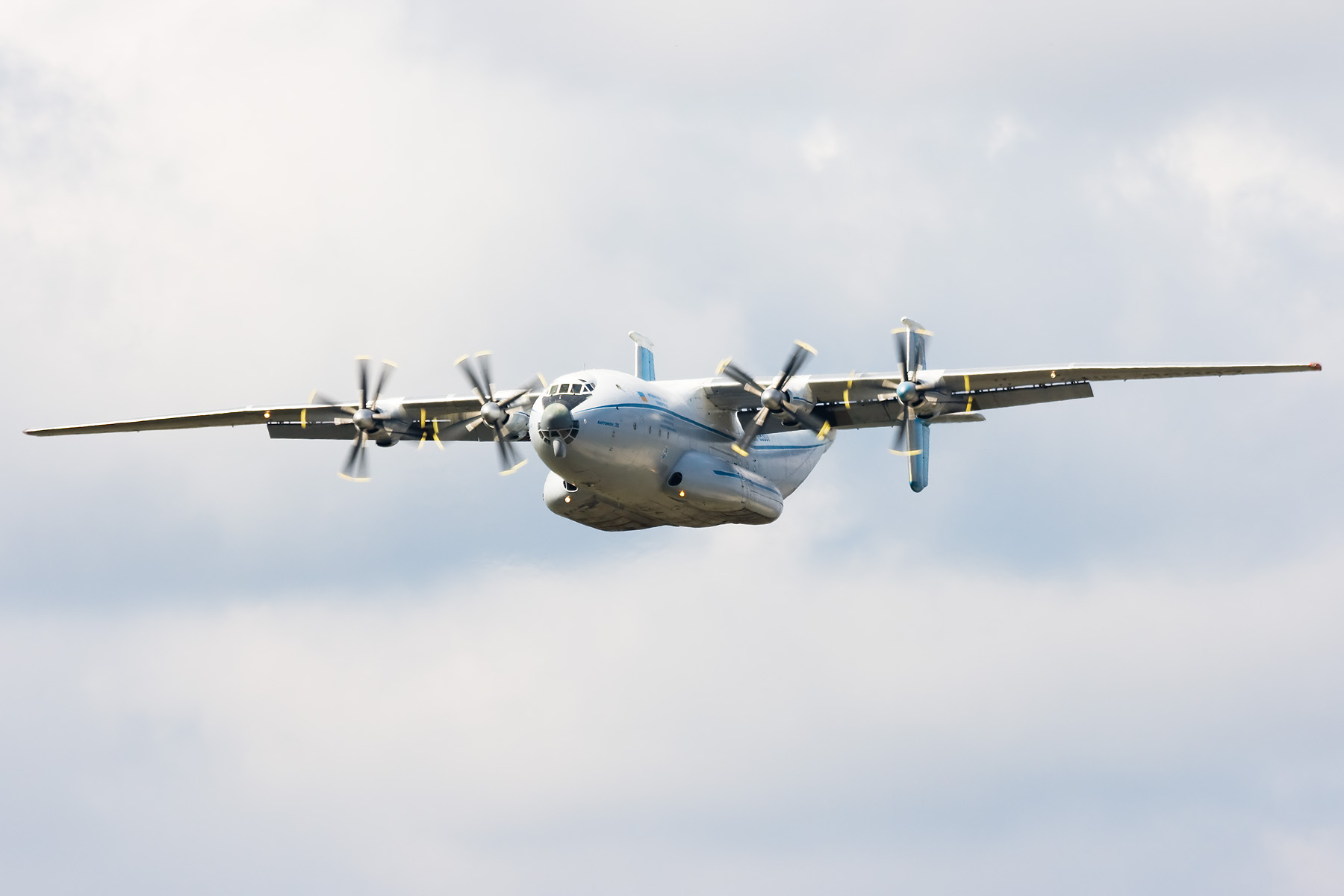
Ан-22 «Антей»

По состоянию на 5 января 2017 года авиакомпания эксплуатировала воздушный флот из следующих самолётов:
- 1 Ан-12 (рег. № UR-11315) (повреждён)
- 1 Ан-22 «Антей» (рег. № UR-09307) (повреждён)
- 1 Ан-26 (рег. № UR-13395) (уничтожен)
- 1 Ан-28 (рег. № UR-NTE) (повреждён)
- 1 Ан-70 (рег. № UR-EXA)
- 1 Ан-74 (рег. № UR-74010) (уничтожен)
- 7 Ан-124-100 «Руслан» (рег. № UR-82007, UR-82008, UR-82009, UR-82027, UR-82029, UR-82072, UR-82073) (UR-82009 повреждён)
- 1 Ан-132 (повреждён)
- 1 Ан-140 (рег. № UR-NTP)
- 3 Ан-148 (рег. № UR-NTA, UR-NTB, UR-NTC)
- 1 Ан-158 (рег. № UR-NTN)
- 1 Ан-178 (рег. № UR-EXP)
- 1 Ан-225 (рег. № СССР-82060, UR-82060) (уничтожен)